# Campeonato Asiático de Hóquei em Patins de 1995
O Campeonato Asiático de Hóquei em Patins é uma competição de Hóquei em Patins com a participação das selecções do continente Asiático, que acontece de dois em dois anos. 
Esta competição é organizada pela CARS, Federação Asiática de Patinagem.

## Países Participantes
Japão
 Macau
 Coreia do Sul
 China
 Taiwan
 Índia
 Paquistão

## Fase Final
O Campeonato disputa-se a uma só volta todos contra todos.
| Time          | J | V | E | D | GP | GC | SG  | Pts |
| ------------- | - | - | - | - | -- | -- | --- | --- |
| Japão         | 6 | 6 | 0 | 0 | 46 | 7  | +39 | 18  |
| Macau         | 6 | 5 | 0 | 1 | 88 | 16 | +72 | 15  |
| China         | 6 | 4 | 0 | 2 | 54 | 41 | +13 | 12  |
| Coreia do Sul | 6 | 2 | 0 | 4 | 27 | 54 | −27 | 6   |
| Taiwan        | 6 | 1 | 1 | 4 | 25 | 55 | −30 | 4   |
| Índia         | 6 | 1 | 1 | 4 | 21 | 57 | −36 | 4   |
| Paquistão     | 6 | 1 | 0 | 5 | 22 | 53 | −31 | 3   |

|               | JPN | MAC | CHN | KOR  | TWN   | IND  | PAK  |
| ------------- | --- | --- | --- | ---- | ----- | ---- | ---- |
| Japão         | –   | 4–2 | 8–1 | 8–1  | 14–0  | 13–1 | 5–0  |
| Macau         |     | –   | 8–4 | 18–3 | 20–0  | 19–1 | 21–4 |
| China         |     |     | –   | 11–5 | 13–10 | 13–7 | 12–3 |
| Coreia do Sul |     |     |     | –    | 6–7   | 5–4  | 7–6  |
| Taiwan        |     |     |     |      | –     | 3–3  | 3–5  |
| Índia         |     |     |     |      |       | –    | 5–4  |
| Paquistão     |     |     |     |      |       |      | –    |

## Classificação final
| Lugar | País  |
| ----- | ----- |
|       | Japão |
|       | Macau |
|       | China |